# 凱施峰
46°37′16.7″N 9°52′21.4″E / 46.621306°N 9.872611°E

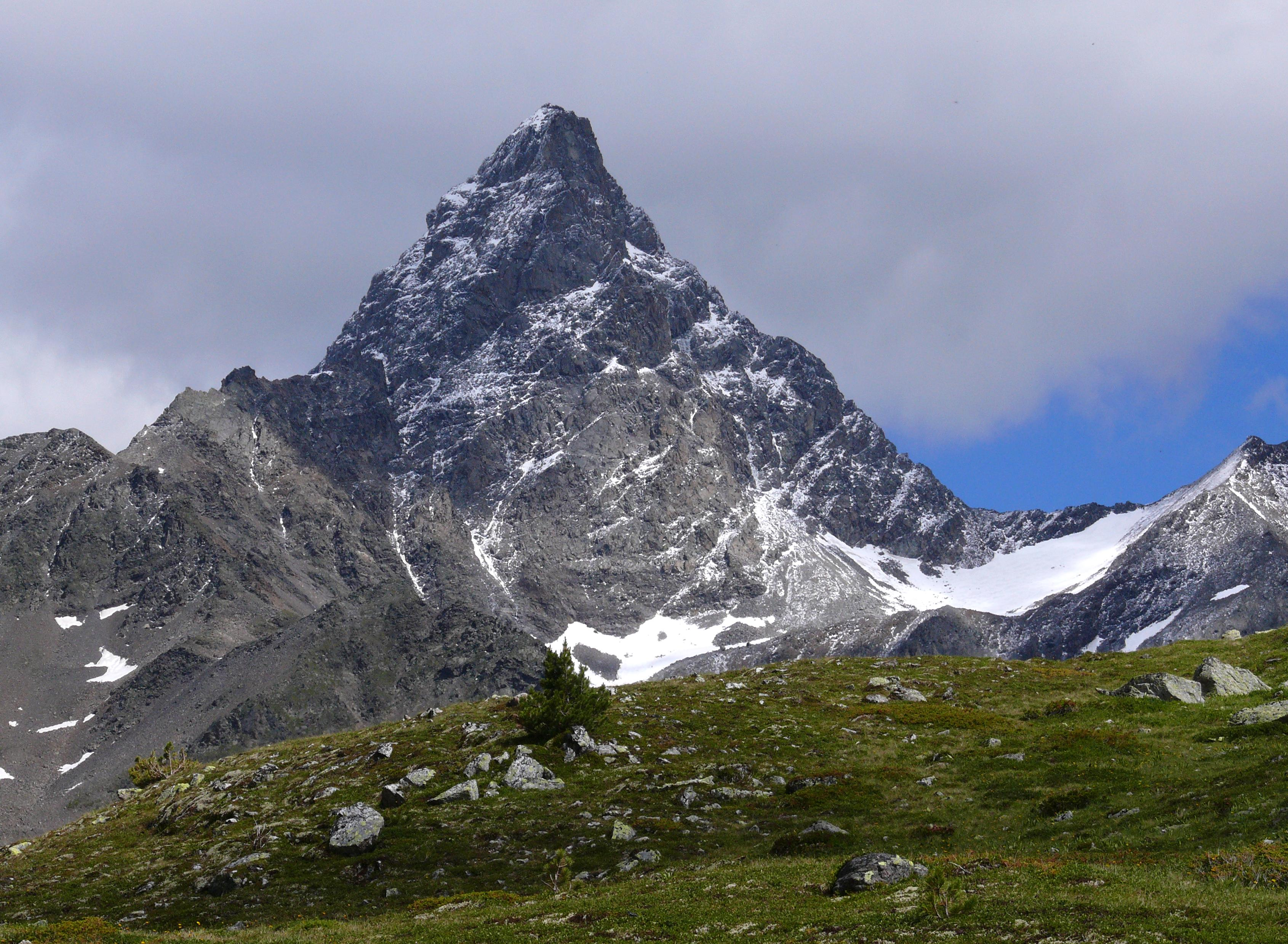

凱施峰（Piz Kesch），是瑞士的山峰，位於該國東南部，由格勞賓登州負責管轄，屬於阿爾布拉山脈的一部分，海拔高度3,418米，人類在1846年首次登上該山峰。